# Едносъставно просто изречение
Едносъставно просто изречение е такова просто изречение,
в което липсва групата на подлога или групата на сказуемото, или и двете.
Едносъставните прости изречения са няколко вида: 
- Едносъставни глаголни изречения — имат само група на сказуемото.
Пример: Скоро се съмна.
- Едносъставни именни изречения — имат само група на подлога.
Пример: Тих вятър, прохлада.
- Неразчленими прости изречения — нямат нито подлог, нито сказуемо.
Примери: Да. Не. А? Ох!